# Ictidochampsa
Ictidochampsa (лат.) — вымерший род тероцефалов из поздней перми ЮАР.

## История изучения
Типовой вид Ictidochampsa platyceps был открыт южноафриканским палеонтологом Робертом Брумом в 1948 году.
Его остатки обнаружены в Восточной Капской провинции (ЮАР). Они датируются поздней пермью (зона Dicynodon, чансинский ярус, лопинский отдел).